# Arnulfo de Métis
Arnulfo de Métis ou Metz (c. 13 de agosto de 582 — ca. 18 de julho de 640) foi um nobre franco que teve grande influência nos reinos merovíngios como bispo, sendo depois venerado como santo. Ele também é conhecido pelo seu nome anglicizado, Arnoldo. Foi o 27º Bispo de Métis. Governou na prática com Pepino de Landen o reino da Austrásia, e depois tornou-se um eremita perto do mosteiro do Monte Habend, fundado por seu amigo Romarico.
É o fundador da dinastia dos arnúlfidas, aliada dos pipínidas. Pai de Ansegisel, avô de Pepino de Herstal, tetravô de Carlos Magno, é o ancestral da Dinastia Carolíngia. Santo cristão, é celebrado localmente a 18 de julho.
Arnulfo parece ser uma das personalidades mais atraentes do reino da Austrásia: muito influente politicamente, bispo de Métis com imensa reputação, eremita religioso. Vida muito ocupada e muito intensa, pode ser muito interessante para o historiador, pois abrange três dimensões essenciais da época: Poder na sociedade, na igreja e no sagrado.

## Biografia

### Família
Arnulfo é aceito pela grande maioria dos historiadores como um dos mais antigos ancestrais de Carlos Magno, e através disso de muitas famílias reais europeias modernas, mas esse parentesco não está livre de algumas dúvidas. Seu nome não aparece em nenhuma das genealogias dos ancestrais mais imediatos de Carlos Magno, e é incluído pela primeira vez somente em torno de 783-791, mais de cem anos depois de sua morte, numa crônica sobre os bispos de Métis, a Gesta episcoporum Mettensium, escrita por Paulo, o Diácono, que teve como informante o próprio Carlos Magno.
A sua própria ancestralidade é ainda mais incerta. Nenhuma fonte de sua época cita seus pais, mas com base em evidências indiretas e fontes tardias cuja confiabilidade é questionável, várias hipóteses sobre suas origens foram propostas. Alguns têm afirmado que seu pai foi Arnoldo (c. 535-600) e sua mãe Ada da Suábia. Esse Arnoldo é às vezes citado como sendo filho de Ausberto, senador de Mosela e de Berta de Kent, filha de Cariberto I, rei merovíngio de Paris. Outros fazem Arnulfo filho de Bodegisel II. Há ainda outros para quem a mãe de Arnulfo era Berta, princesa de Paris.
Esta genealogia é baseada no trabalho de Christian Settipani, mas há incertezas importantes em vários pontos da sequência:
- Sigeberto, o Coxo (?-509), rei de Colônia
- Cloderico de Colônia (477-509), também conhecido como Cloderico o Parricida
- Munderico (500-532), casado com Artemia (500-?)
- Mumolino
- Bodegisel II (?-588), casado com Oda da Saboia
- Arnulfo (582-641), casado com Doda (586-612)

### Governo
O que se sabe é que Arnulfo com toda a probabilidade nasceu em uma família franca da alta nobreza. Ainda jovem foi enviado para ser educado na corte, sob a tutela de Gondulfo, mordomo do palácio no reinado de Teodeberto II (595-612). Suas habilidades foram reconhecidas, sendo nomeado conde palatino e doméstico, um cargo de alto escalão. Em data incerta casou com uma dama da alta nobreza, que fontes tardias chamam de Doda, com quem teria os filhos Ansegisel, casado com Begga, e Clodulfo, bispo de Métis.
Em 613, junto com Pepino de Landen e outros magnatas, pediu auxílio do rei merovíngio Clotário II para derrubar a regente Brunilda da Austrásia, que foi torturada e executada, evento que deu a Clotário o controle de toda a Frância. Clotário recompensou Arnulfo colocando-o na sé episcopal de Métis, e dando-lhe um posto em seu conselho. Tornou-se um dos mais influentes conselheiros do rei e foi tutor de seu filho, Dagoberto, continuando a assessorá-lo quando o pai o instalou como sub-rei da Austrásia em 623, sendo seu principal ministro, participando na administração da Justiça e na indicação de ministros e oficiais.

### Eremita e santo

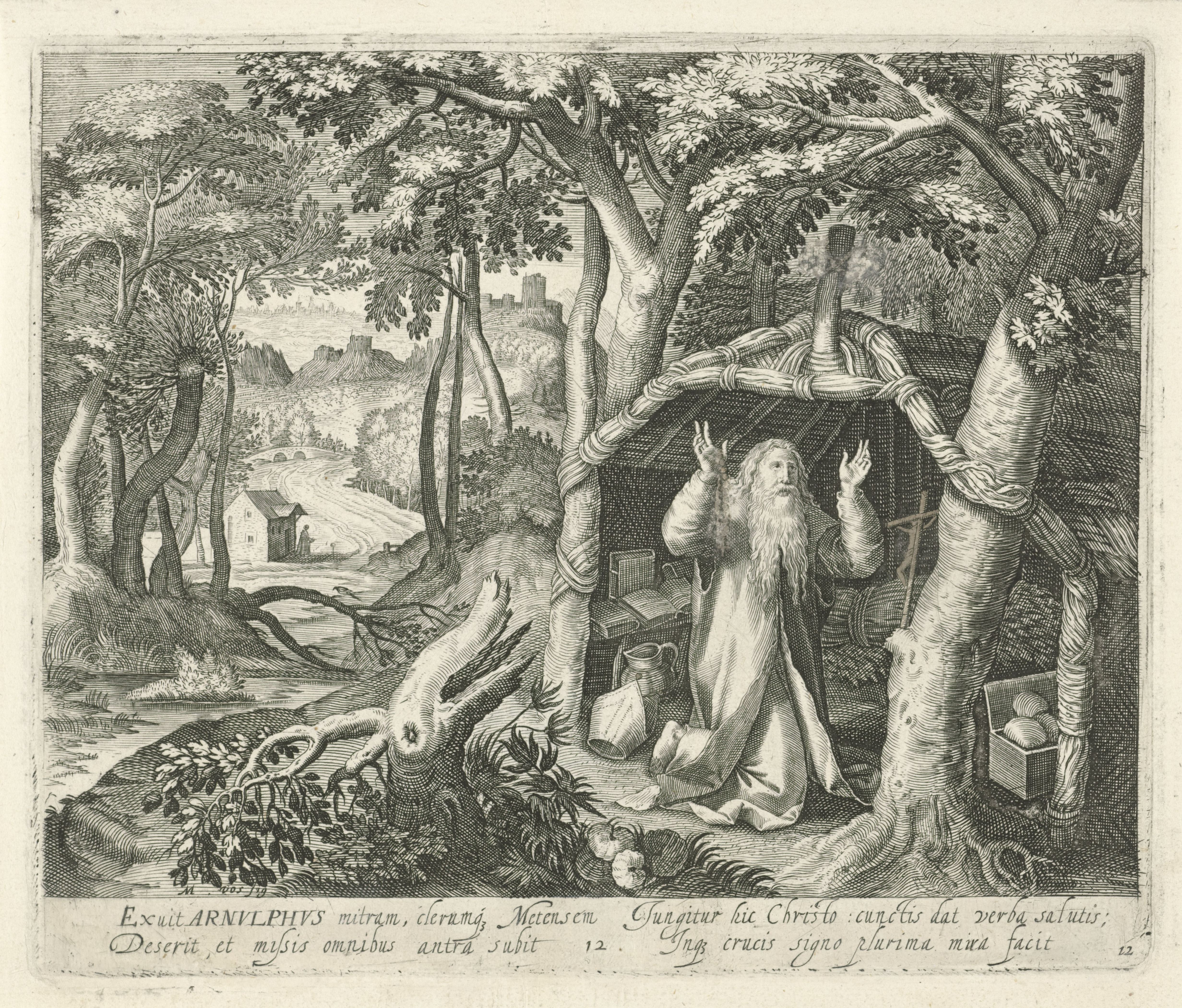
Arnulfo em seu eremitério, gravura do século XVI de Jan van Londerseel.

Por motivos desconhecidos, quando Dagoberto sucedeu seu pai na Frância em 629, dispensou seu serviços. Arnulfo então renunciou ao bispado e passou a viver uma vida de eremita em Remiremont, na região de Habendum, em companhia de seu amigo Romarico, até falecer em 18 de julho de 640 ou 641. Segundo as lendas piedosas que se formaram em seu redor, após um ano de sua morte o seu corpo foi levado de volta para Métis e sepultado na Igreja dos Santos Apóstolos, e esta translação teria sido acompanhada por sinais prodigiosos e maravilhas. Mais tarde a igreja foi posta sob sua invocação e tornou-se um centro de culto dos carolíngios.
A santificação de Arnulfo está intimamente ligada ao processo de afirmação e legitimação do poder da Dinastia Carolíngia, que desenvolveu uma consistente e extremamente eficaz política de criar genealogias fictícias e gloriosas colocando como antepassados de Carlos Magno personagens da maior projeção e dignidade. Neste contexto, ter um santo como ancestral conferia à dinastia um carisma todo especial, mas, como já foi assinalado, não é inteiramente seguro que ele seja de fato um antepassado dos carolíngios.
É possível que ele tenha levado uma vida piedosa e virtuosa enquanto bispo e especialmente depois de ser apeado do poder, mas o que as fontes profanas calam a este respeito, é fornecido pela sua primeira biografia, Vita sancti Arnulfi episcopi et confessoris, escrita cerca de apenas dez anos depois de sua morte, que já o qualifica como um santo dotado de todas as mais excelsas virtudes morais e espirituais. Trata-se de fonte extremamente parcial. Foi escrita sob os auspícios do bispado de Métis, que desenvolvia sua própria política de afirmação de prestígio, numa época em que a cidade se tornara a capital do reino da Austrásia, e é quase mais notável pelo que omite do que pelo que narra, passando ao largo de praticamente toda a sua carreira política e minimizando até mesmo sua atuação como bispo, que é tratada superficialmente e como um obstáculo para a consumação de seu destino contemplativo no eremitério, em ininterrupta comunhão com a divindade. Todo o principal propósito desta biografia é construir uma apologia e afirmar a figura do santo, taumaturgo e confessor, cuja vida teria sido pontuada desde o nascimento por sinais e profecias que o predestinavam para um futuro glorioso na religião, e cujos atos no mundo eram sempre corretos e morais pois seguiam o desígnio divino. Para o autor anônimo desta Vita, Arnulfo não se tornou santo, ele foi santo desde o nascimento, um farol para um mundo corrompido e brutal e um exemplo de vida para a edificação do leitor. Segundo Gérard Nauroy, "a biografia de Arnulfo fica a meio caminho entre o panegírico e o sermão edificante, estando menos preocupada com a verdade histórica do que com sua transformação em exemplo e com a exortação devocional". Para a mentalidade da época, biografias como esta, por mais exageradas e tendenciosas que possam parecer para a crítica moderna, eram fontes mais autorizadas do que qualquer relato puramente histórico, pois expressavam uma verdade transcendente e constituíam uma forma superior de história, porque narrada a partir da óptica divina.
A primeira biografia alega que seu culto nasceu pouco depois de sua morte, mas também esta informação parece ser parte de sua lenda. De acordo com René Nip, registros seguros atestando um culto religioso em sua honra datam somente de cerca de 150 anos após seu falecimento, quando os carolíngios já estavam firmemente instalados como realeza. Nesta época, até o século XII, começam a aparecer outras narrativas genealógicas, biográficas e hagiográficas repletas de informações falsas ou magnificadas, mostrando-o como descendente de reis e senadores romanos e como santo extraordinário fazedor de milagres, consagrando uma persistente tradição. Os cronistas oficiais da dinastia atribuíram o sucesso dos reis e imperadores carolíngios em parte às virtudes de santidade de Arnulfo.
Os cânones de Remiremont tinham algumas devoções celebrando a data da sua morte e da translação das suas relíquias. O ermitério de São Arnulfo ainda estava honrando e perpetuando a sua memória no século XVII, mantido pelo cânones de Remiremont. Ainda se mantém a sua memória em Métis, mas da sua ermida nada mais resta senão uma cruz de ferro e uma placa de metal indicando aos transeuntes e caminhantes: "Esta cruz lembra a capela dedicada a São Arnulfo, antepassado de Carlos Magno, o primeiro tutor do rei Dagoberto, prefeito do palácio da Austrásia, bispo de Métis. Depois de abandonar seu cargo, veio juntar-se o São Romarico em Saint-Mont, em seguida, retirou os leprosos daqui até à sua morte, em 16 de agosto de 640 (sic)".
Arnulfo é conhecido como o santo patrono dos cervejeiros. Comemora-se seu dia em 18 de julho. Na iconografia, ele é retratado com um ancinho em sua mão. Ele é frequentemente confundido nas lendas com Arnoldo de Soissons, que é outro santo patrono dos cervejeiros.

## Lendas

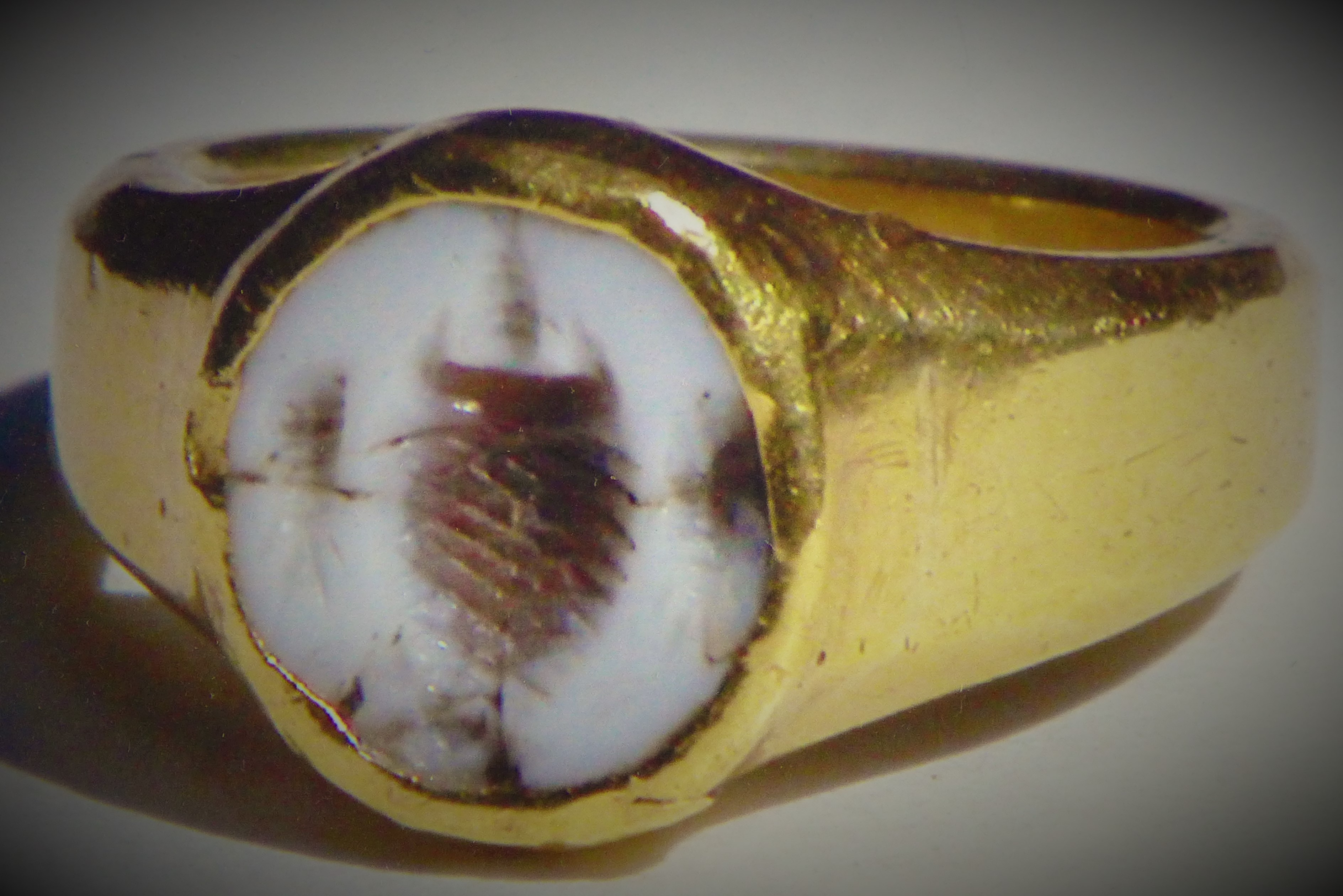
O anel do bispo Arnulfo no tesouro da Catedral de Métis.

O seu nome está associado a um tesouro da Catedral de Métis que milagrosamente escapou da revolucionária ganância: um anel, de fio de ouro maciço, de um trabalho bastante duro, inclui um ónix de ágata sobre a qual está gravado um peixe  enrolado numa rede em torno dos quais se notam dois outros peixes. Esta cena não é uma reminiscência dos fatos históricos ou anedóticos ligados a este anel e narrado pelo escritor Paulo, o Diácono, que o tirou mesmo dos lábios de Carlos Magno. De acordo com este autor, Santo Arnulfo passando por cima de uma ponte sobre o Mosela atira ao rio o dito anel e diz orando a Deus para fazer dele um símbolo de perdão dos pecados. Algum tempo depois, encontraram nas vísceras de um peixe um anel episcopal.
"São Arnulfo decidiu um belo dia lançar o seu anel no Mosela. O seu gesto é um sinal de humildade. Lançando-o, ele disse: 'Eu acredito que Deus me perdoou os meus pecados quando eu encontrar este anel'. Assim nasceu esta famosa lenda que sugere que um peixe engoliu o anel e foi servido pouco tempo depois na mesa episcopal. A crer na lenda, Deus entrou indiretamente em contato com Arnulfo, que foi lavado dos seus pecados e fez dele um legítimo representante de Deus na Terra".
A história é muito parecida com a lenda em torno da fundação da Abadia de Orval. É em memória deste fato que desde aí o levam em procissão até a igreja de St. Arnulfo no dia da festa do santo bispo. Removido em 1793 com os vasos sagrados da catedral, foi comprado por um dos funcionários da moeda. Ele foi devolvido ao Tesouro em 1846.
Santo Arnulfo é o santo padroeiro dos cervejeiros Lorenos. Pouco depois da sua morte, os seus restos mortais foram trazidos de Remiremont para Métis. Chegados perto de Champigneulles (ou de Nossoncourt de acordo com outras versões da lenda), aqueles que relatam faltar a cerveja oram a São Arnulfo para ter algo para comer. As suas preces foram atendidas quando eles encontraram milagrosamente cerveja nos seus barris vazios.

## Casamentos e filhos
- Com a nobre Doda teve os filhos:[3]

1. Ansegisel (◊ c. 615 † c. 679)
2. Clodulfo de Métis (◊ ? † c. 660(?) ou 696 ou 697)